# Jan I. Popel z Lobkowicz
Jan I. Popel z Lobkowicz († 1470 Český Krumlov) byl český šlechtic, příslušník šlechtického rodu Lobkoviců a zakladatel jeho mladší větve - popelovské, jejíž potomci dodnes žijí. Název větve je pravděpodobně odvozen od vsi Popelov na Českolipsku.

## Původ a život

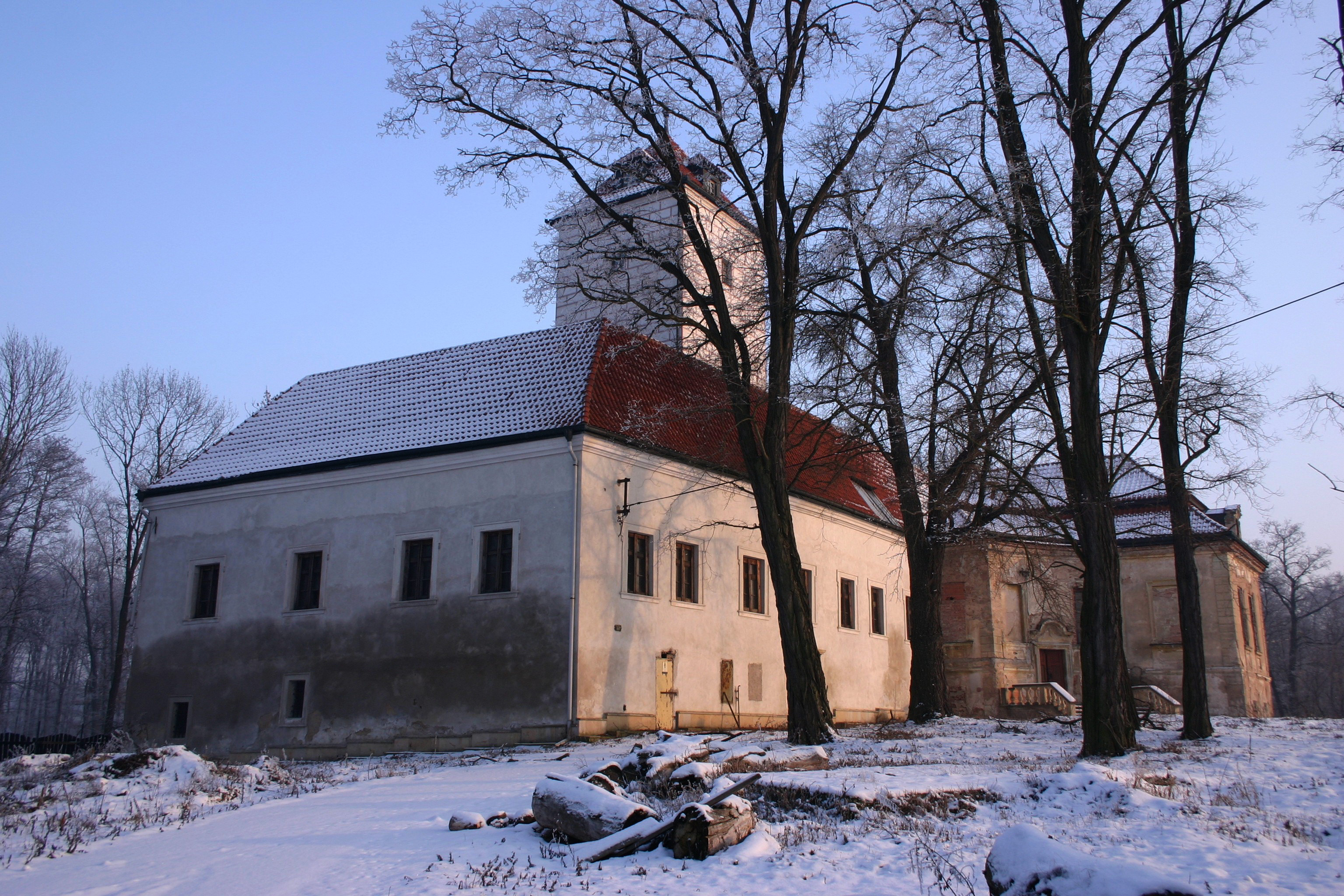
Tvrz Lobkovice dala jméno rodu

Narodil se jako syn Mikuláše I. Chudého z Újezda († 1435) a jeho manželky Anny z Nechvalic.
V roce 1459 ho spolu s bratrem Mikulášem II. Hasištejnským z Lobkowicz († 1462) císař Fridrich III. Habsburský (římským králem 1440–1493, císařem od roku 1452) povýšil do stavu říšských svobodných pánů. Zároveň mu byl polepšen erb.
Byl členem katolické strakonické jednoty, která byla založena v roce 1449, ovšem po prvotním konfliktu proti Jiřímu z Poděbrad (králem 1458–1471) nevystupoval. Proto byl v roce 1469 zajat stranou Zdeňka ze Šternberka († 1476) podporujícího Matyáše Korvína (českým protikrálem 1469–1490) na hradě Rožmberk, který neuhájil. Byl uvězněn Janem z Rožmberka († 1472) v Českém Krumlově, tam v roce 1470 zemřel a byl pochován v tamním kostele sv. Víta.

## Majetek
Vlastnil Hlubokou a Lobkovice, avšak vedl o ně spory se svým starším bratrem Mikulášem, který mu je na čas dokonce odebral. Držel také Rožmberk.

## Rodina
Jan I. se oženil s Annou Švihovskou z Rýzmberka († 1476), dcerou Jana Švihovského z Rýzmberka († 14. duben 1450) a jeho manželky Anny z Hradce († 1450). Jako vdova koupila v roce 1474 panství Vysoký Chlumec a Sedlec. Narodily se jim následující děti:
- 1. Půta († 1465, pohřben v kostele sv. Tomáše v Praze)
- 2. Bohuchval (Bohuslav, † 1465, pohřben v kostele sv. Tomáše v Praze)
- 3. Ludmila († 1465, pohřbena v kostele sv. Tomáše v Praze)
- 4. Anna († 1465, pohřbena v kostele sv. Tomáše v Praze)
- 5. Afra († 1465, pohřbena v kostele sv. Tomáše v Praze)
- 6. Johana († 1465, pohřbena v kostele sv. Tomáše v Praze)
- 7. Václav († 1532)
  - ∞ Kunhuta z Kravař († 6. 7. 1510, pohřbena v Brně)
    - 1. Václav († před 1531)
- 8. Děpolt († 3. 4. 1527 Bílina, tam také pohřben) – zakladatel bílinské větve
  - 1. ∞ Johana ze Švamberka (zmíněna 1476–1490)
  - 2. ∞ Anna (Anežka) Mičanová z Klinštejna a Roztok, († 1528 Bílina, pohřbena v kostele sv. Petra a Pavla v Bílině), jejich děti:
    - 1. Hynek († 1520), rytíř Řádu sv. Jana Jeruzalémského, komtur řádu v Mailburgu
    - 2. Jiří († 15. 3. 1534) – zakladatel perucké pošlosti
      - ∞ Alžběta (Eliška) Krajířová z Krajku († 24. 4. 1565)

    - 3. Jan IV. (mladší, 8. 11. 1510 – 12. 4. 1570), nejvyšší purkrabí – zakladatel tachovské pošlosti
      - 1. ∞ Anna z Bibrštejna († 16. 9. 1554)
      - 2. ∞ (19. 1. 1556 Český Krumlov) Bohunka z Rožmberka (17. 3. 1536 – 17. 11. 1557)
      - 3. ∞ (29. 11. 1562 Bor) Alžběta z Rogendorfu († 2. 5. 1587 Kestřany)

    - 4. Kryštof († 26. 3. 1590 Bílina) – zakladatel (vlastní) bílinské pošlosti
      - ∞ Anna z Bibrštejna (5. 11. 1523–1593)

    - 5. Litvín (1518 – 6. 2. 1580)
      - ∞ (asi 1540) Ludmila Anna Zajícová z Házmburka (1524 – 28. 10. 1557 Bílina, pohřbena v kostele sv. Petra a Pavla v Bílině)

    - 6. Děpolt († 1534[2] nebo 1541[3])
      - ∞ Marianna ze Švamberka

    - 7. Petr († 28. 1. 1534 )
    - 8. Václav († 31. 12. 1574) – zakladatel duchcovské pošlosti
      - ∞ (9. 2. 1545) Benigna (Bonuše) z Weitmile

    - 9. Kateřina († 1563)
      - ∞ Hynek Novohradský z Kolowrat na Novém Hradě († 20. 10. 1548 Opočno)[4] nebo snad Volf z Ronšperka (asi 1470 – 25. 12. 1542)[2]
- 9. Ladislav I. († 1505) – zakladatel chlumecké větve
  - ∞ Anna Krajířová z Krajku († 1520), jejich děti:
    - 1. Jan III. (1490 – 14. června 1569 Libochovice, pohřben v katedrále sv. Víta), nejvyšší dvorský sudí, nejvyšší zemský sudí a nejvyšší hofmistr
      - ∞ Anna Žehrovská z Kolowrat († po 1567)

    - 2. Ladislav II. (1501 – 18. prosince 1584 Praha-Malá Strana, pohřben v kostele sv. Tomáše na Malé Straně v Praze), císařský rada, dvorský maršálek a nejvyšší hofmistr
      - 1. ∞ Benigna ze Starhembergu (1499–1557)
      - 2. ∞ Veronika z Harrachu
      - 3. ∞ (29. 6. 1563) Johana Berkovna z Dubé (asi 1545 – 19. 11. 1601)

    - 3. Václav (zmíněn 1510)
    - 4. Johana († 1576)
      - ∞ Jiří ze Šlejnic na Tolštejně († 27. 9. 1565)

    - 5. Kateřina († 6. 6. 1565), dědička Horšovského Týnu
      - ∞ (1530) Volf Dobrohost z Ronšperka (asi 1470 – 25. 12. 1542)

    - 6. Alžběta (zmíněna 1500)
      - ∞ Vavřinec z Hofkirchenu

    - 7. Anna (zmíněna 1531)
- 10. Anežka († 23. 11. 1492)